# 민병천
민병천(1969년 ~ )는 대한민국의 영화 감독이자 각본가이다.

## 학력
- 1969년: 서울 출생
- 1995년: 홍익대 시각디자인학과 졸업.
- 1992년: 장애인들의 후지산 정복을 다룬 SBS 다큐멘터리 <2미터 남았다> 연출. 그해 다큐멘터리 부문 대상 수상.
- 1993년: KBS 지구촌영상음악 PD.
- 1995년: 35mm 단편영화 <몽골리안 후드> 연출. 홍익영상제 연출상.
- 1996년: 015B 뮤직비디오 <21세기 모노리스> 연출 - 신씨네 제작.
- 1997년; 35mm SPACE A 뮤직비디오 <주홍글씨>,<입술>연출.
- 1998년: SBS 백야 3.98 특수촬영 감독.
- 그 외 에스콰이어 CF <포트폴리오> 편등 다수 연출.

## 필모그래피
- 1999년 《유령》
- 2003년 《내츄럴 시티》

## 수상 경력
- 1999년: 유령 : 제20회 청룡영화상 기술상(정용훈), 제37회 대종상영화제 남우주연상(최민수), 신인감독상(민병천), 조명상(서정달), 음향기술상(김석원), 영상기술상(유동렬), 편집상(고임표)